# Saint-Loup (Tarn-et-Garonne)
Saint-Loup is een gemeente in het Franse departement Tarn-et-Garonne (regio Occitanie) en telt 361 inwoners (1999). De plaats maakt deel uit van het arrondissement Castelsarrasin.

## Geografie
De oppervlakte van Saint-Loup bedraagt 14,2 km², de bevolkingsdichtheid is 25,4 inwoners per km².
De onderstaande kaart toont de ligging van Saint-Loup (Tarn-et-Garonne) met de belangrijkste infrastructuur en aangrenzende gemeenten.

## Demografie
Onderstaande figuur toont het verloop van het inwonertal (bron: INSEE-tellingen).